# Filippos Karvelas
Filippos Karvelas (græsk: Φίλιππος•Καρβελάς; født 1877 i Athen, død 7. november 1952) var en græsk gymnast. 
Han deltog i OL 1896 i Athen, hvor han stillede op i parallelle barrer, både individuelt og for Ethnikos Gymnastikos Syllogos i holdkonkurrencen. Hans individuelle placering er ikke kendt, men med Ethnikos blev han nummer tre i holdkonkurrencen, hvor tre hold stillede op. Tyskland blev mestre, mens et andet græsk hold, Panellinios Gymnastikos Syllogos, blev nummer to.